# Мост Фабричо
Мост Фабричо, Мост Фабрицио (итал. Ponte Fabricio, лат. Pons Fabricius) — старейший мост через реку Тибр в Риме. Построен в 62 году до н. э. Известен также под названием «Понте деи Кваттро Капи» (итал. Ponte dei Quattro Capi) — Мост четырёх голов (по двум античным двухголовым гермам, установленным у начала моста, с изображениями голов Геркулеса или двуликого Януса). В Средние века появилось ещё одно название: «Мост евреев» (лат. Pons Judaeorum ), поскольку рядом, на левом берегу реки с XIII века, находилось еврейское гетто.

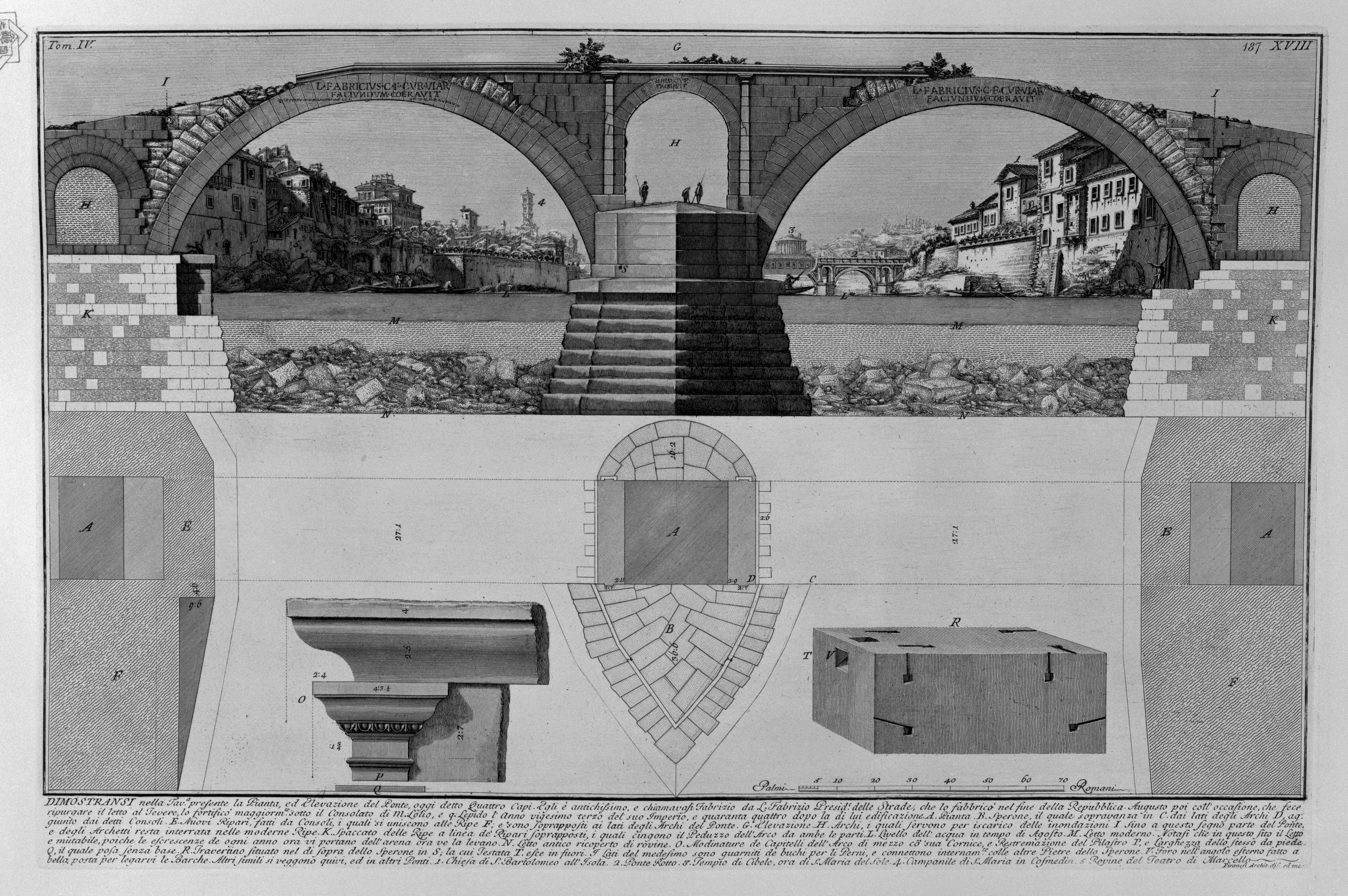
Дж. Б. Пиранези. Мост Фабрицио в Риме. 1756. Офорт

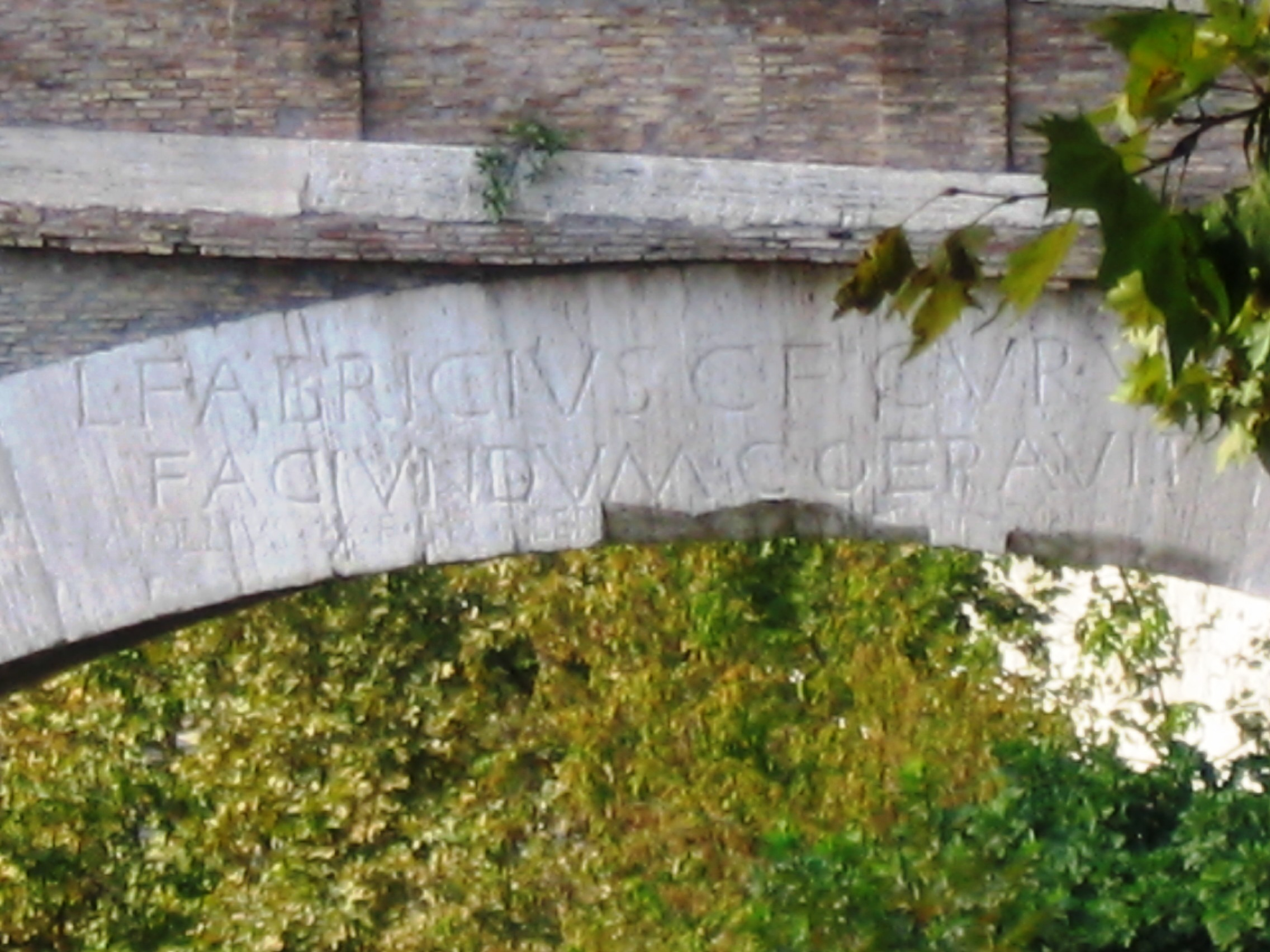
. Мост Фабрицио. Фрагмент надписи

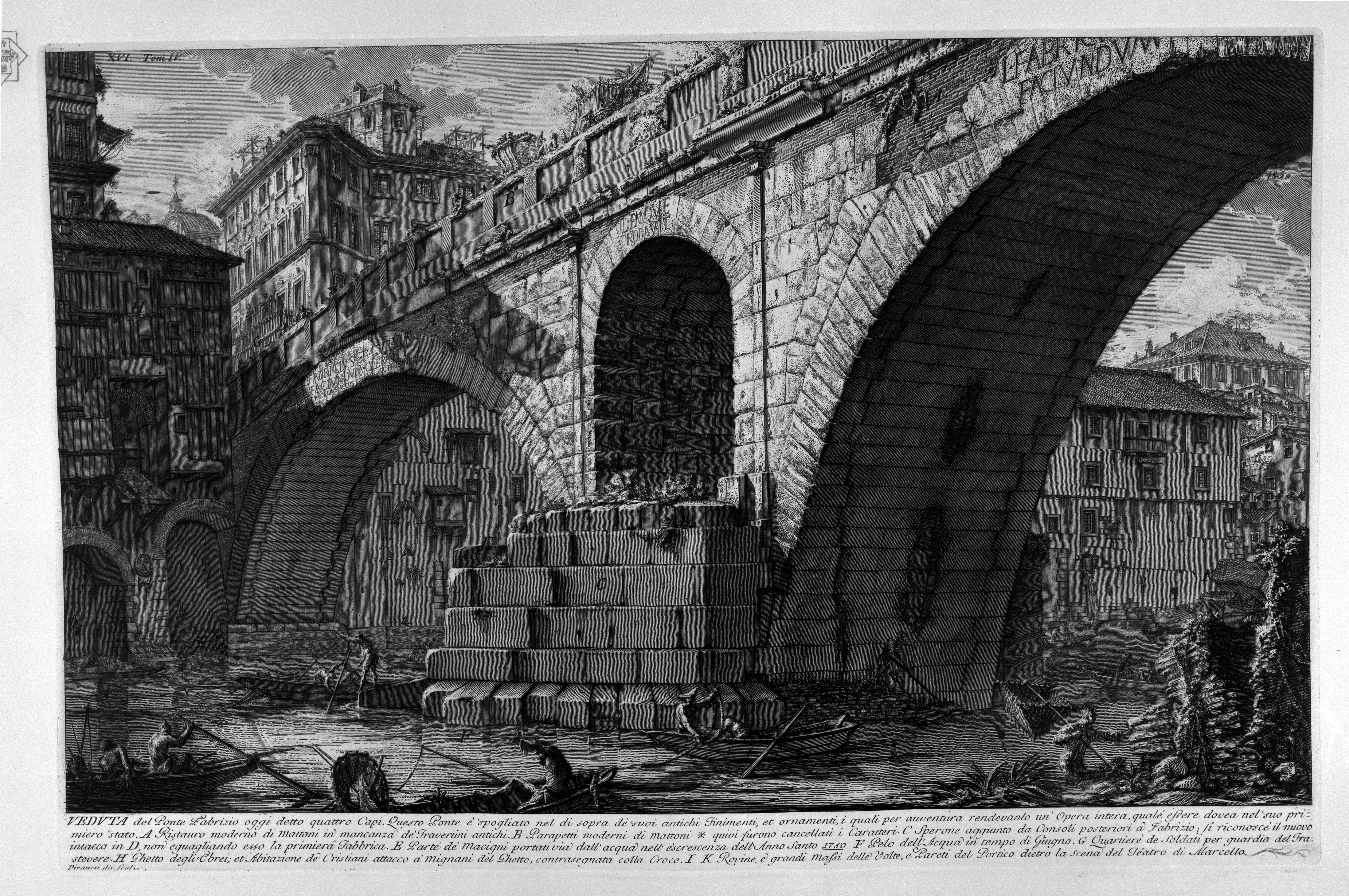
Дж. Б. Пиранези. Вид на мост Фабрицио в Риме. 1756. Офорт

## История
Историк Дион Кассий рассказывает, что каменный мост был построен в 62 году до н. э. народным трибуном и куратором дорог (лат. curator viarum) Луцием Фабрицием (лат. Lucius Fabricius) взамен старого деревянного моста, уничтоженного пожаром. Его особенность заключается в том, что мост не соединяет берега Тибра, а ведёт с левого берега реки на остров Тиберина, разделяющий в этом месте Тибр на два рукава. С противоположной стороны находится, также античный, мост Цестия. На острове во времена царя Тарквиния Гордого (534—509 г. до н. э.) находился храм Эскулапа (целителя), а затем, в Средние века, госпиталь, приют для бедных и церковь Сан-Бартоломео (Св. Варфоломея). При папе Евгении IV мостовая была вымощена плитами из травертина, а в надписи 1679 года папы Иннокентия XI говорится о переделке парапетов и кирпичной облицовки.

## Архитектура
Мост длиной 62 метра построен из квадров известнякового туфа. Облицован красным кирпичом (результат реставрации XVII века) и светлым травертином, поэтому выглядит двуцветным. Мост имеет две полуциркульных арки пролётом в 24,5 метра (в древности были ещё две шестиметровых по обеим сторонам моста, они скрыты под позднейшими укреплениями берегов) и центральную опору с разгрузочной аркой шириной 6 м, которая также имеет функцию сброса воды во время паводков. Ширина моста 5,5 м.
С двух сторон имеются латинские надписи, свидетельствующие о строителе моста: L . FABRICIVS . C . F . CVR . VIAR | FACIVNDVM . COERAVIT | IDEMQVE | PROBAVIT («Луций Фабрициус, сын Гая, начальник дорог, позаботился о строительстве и также одобрил его строительство»). Надпись повторяется четыре раза: с двух сторон на каждой арке. Более поздняя надпись под разгрузочной аркой мелкими буквами свидетельствует о том, что мост был восстановлен при папе Иннокентии XI, вероятно, в 1679 году.
При въезде на остров находится сторожевая башня: Торре Каэтани (Torre Caetani).

## Легенды в истории и отражения в искусстве
Популярная римская легенда гласит, что название моста «Четыре головы» (Quattro Capi) произошло из-за разногласий между четырьмя архитекторами, которые по заказу папы Сикста V должны были реставрировать мост, но не договорились, и по этой причине папа приговорил их к обезглавливанию на месте, но, помиловав, воздвиг в память об их работе памятник с четырьмя головами. Однако эта легенда мало согласуется с двумя двухголовыми гермами на мосту.
Одну из герм Моста Фабрицио можно увидеть на расположенном неподалёку памятнике поэту Джузеппе Джоаккино Белли в районе Трастевере, где изображён римский поэт, прислонившийся к парапету моста.
Мост Фабричо (Фабрицио) часто изображали художники — живописцы, рисовальщики и гравёры. Наиболее известны офорты выдающегося мастера Джованни Баттисты Пиранези — архитектурная реконструкция и общий вид моста.
По мнению специалистов оригинальная архитектура Камероновой галереи в Екатерининском парке Царского Села постройки архитектора Чарлза Камерона, в частности, высокий подиум и пандус, навеяны офортом Пиранези «Вид на мост Фабрицио в Риме» (1756).

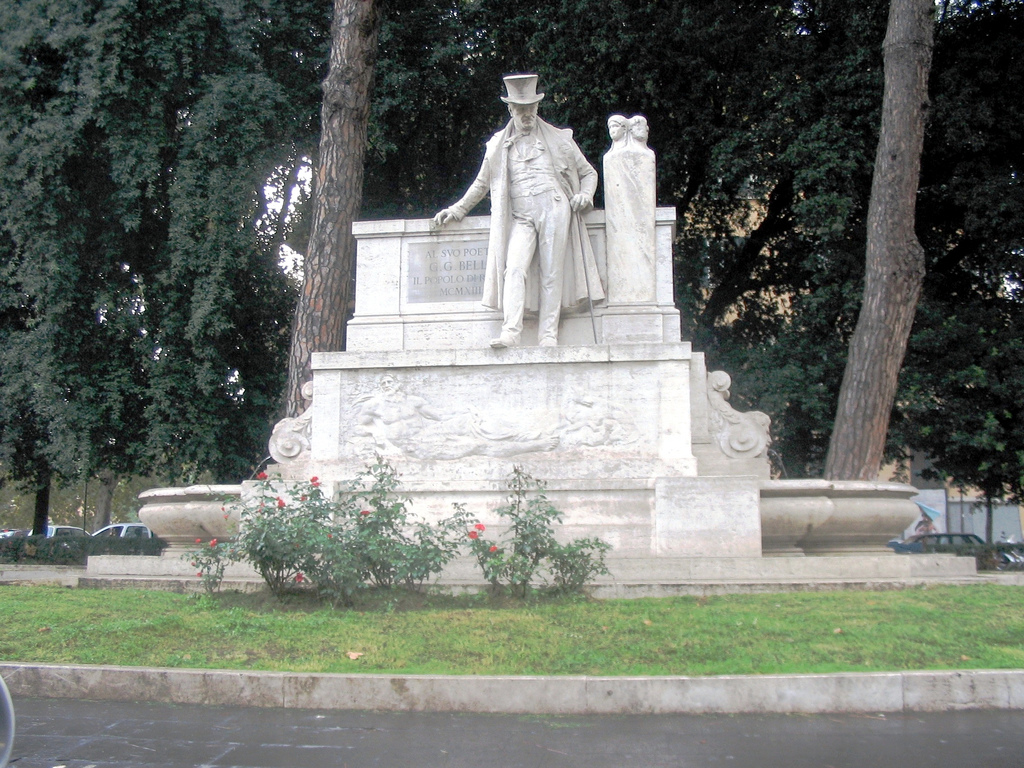
Памятник поэту Джузеппе Джоакино Белли. Рим, Трастевере. 1913
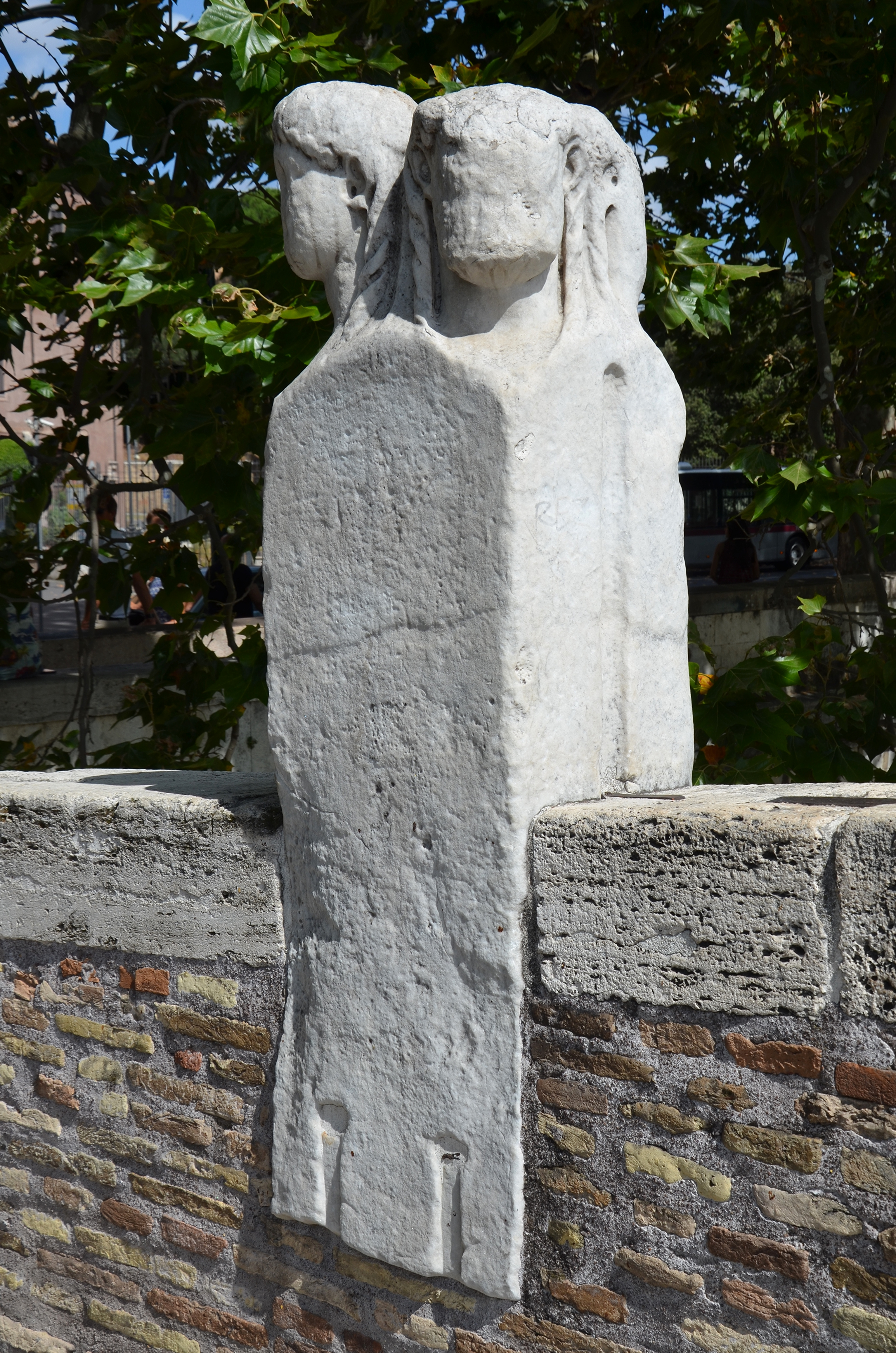
Одна из герм моста
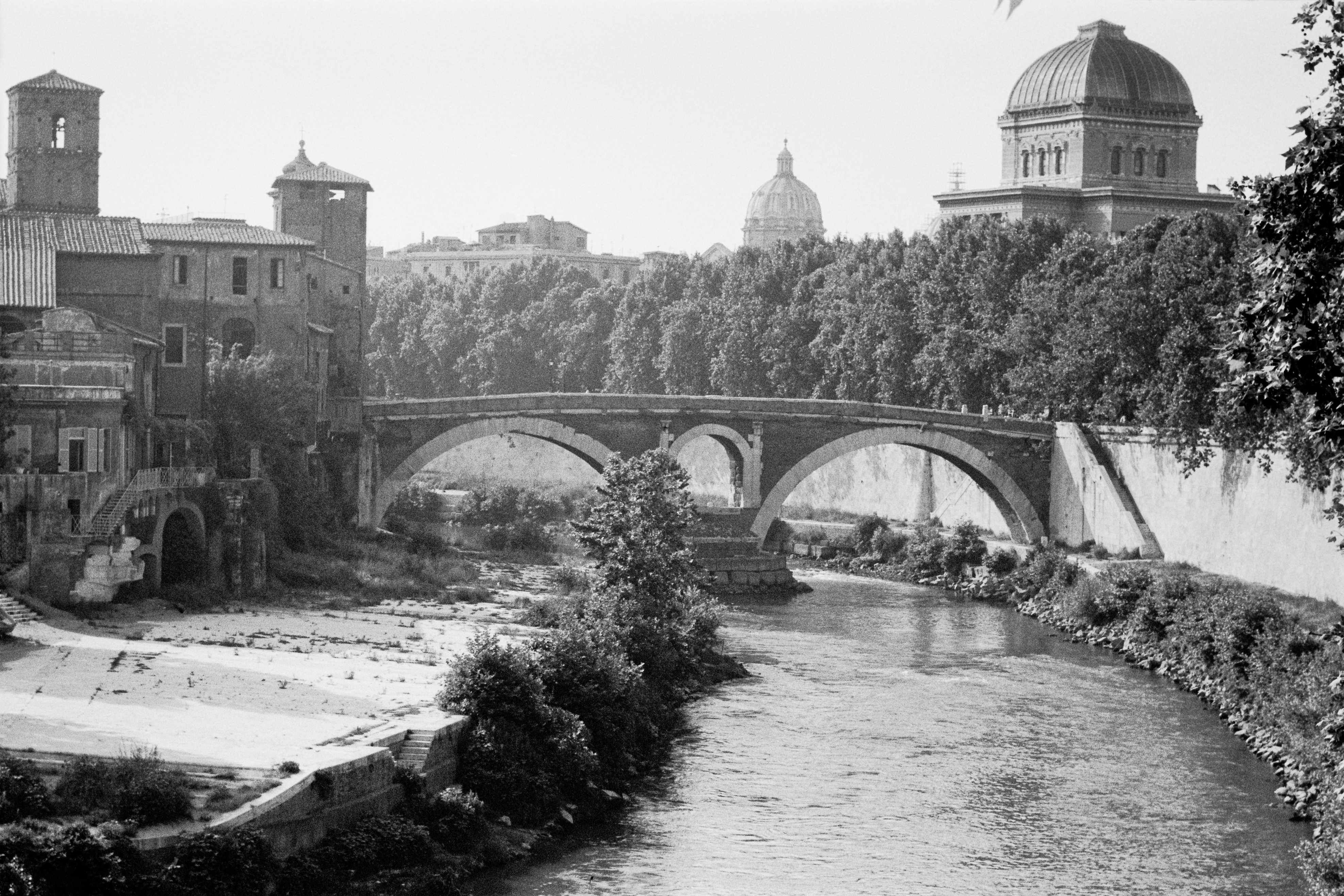
Мост Фабрицио в Риме. Фотография начала XX века. Справа —  Большая Синагога
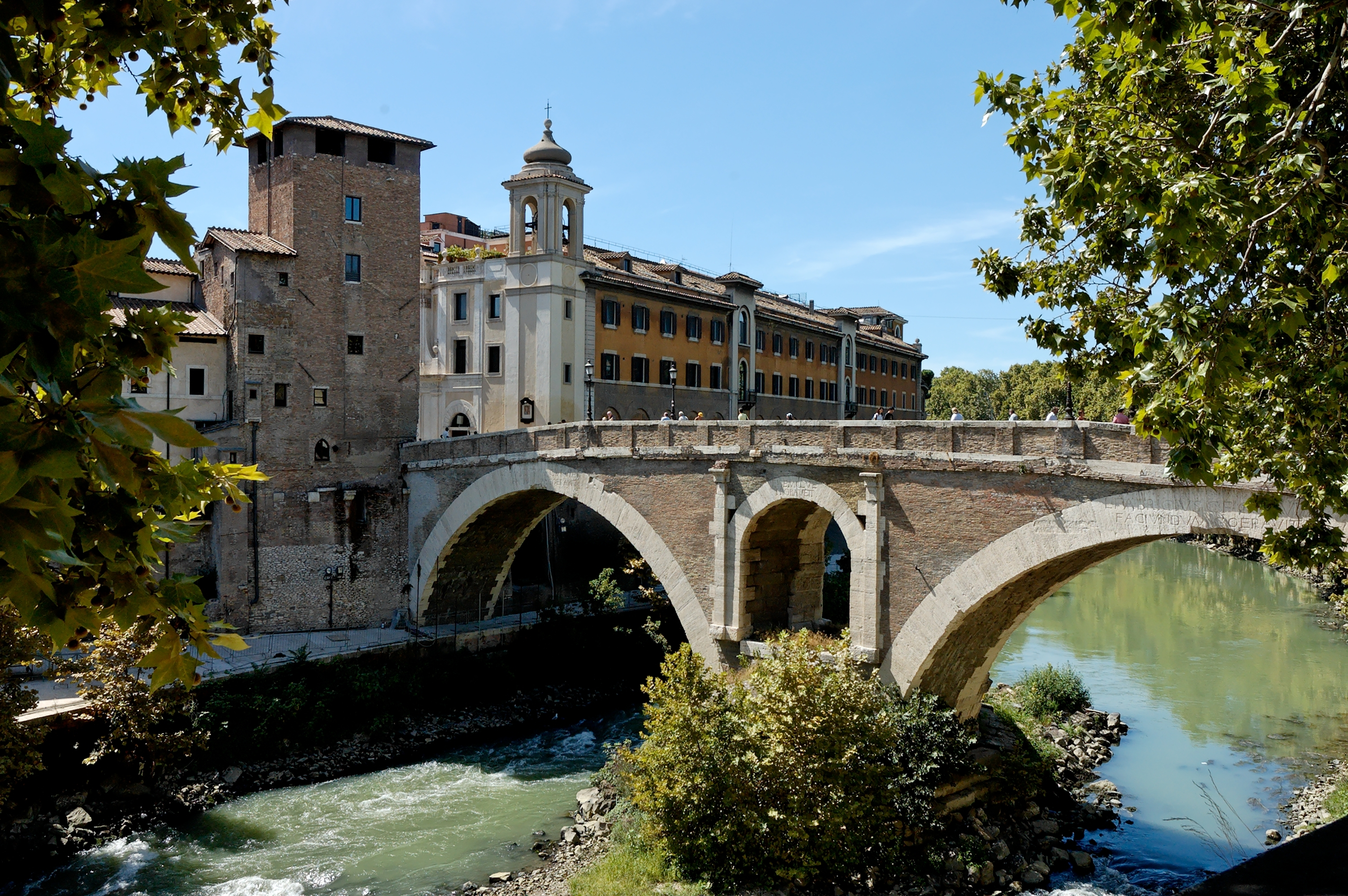
Мост Фабрицио в наше время. Вид с юго-востока